# Fidia
Fidia (in greco antico: Φειδίας?, Pheidías; Atene, 490 a.C. circa – Atene, 430 a.C. circa) è stato uno scultore e architetto ateniese, attivo dal 470 a.C. circa ad Atene, Pellene, Platea, Tebe e Olimpia.

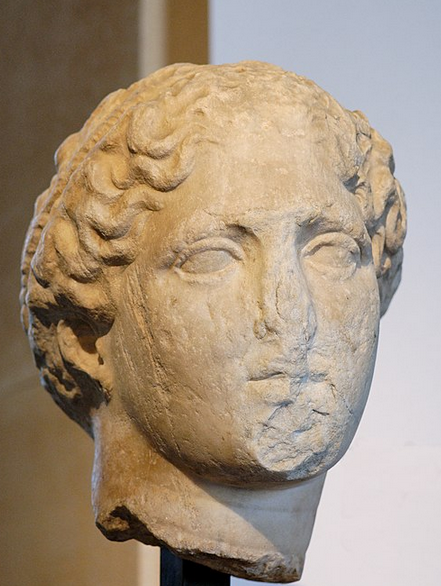
Testa di Iris, scolpita da Fidia, parte del fregio del Partenone, rilevata nel 1920 da Johan David Weber da Felice Gallo, segretario della famiglia Morosini e poi ceduta al Louvre da Laborde

Fu l'artista che meglio riuscì ad interpretare gli ideali dell'Atene periclea, i quali raggiunsero e informarono di sé il mondo greco di epoca classica anche grazie e sulla scorta delle forme fidiache: il cantiere del Partenone, per il quale Fidia lavorò come sovrintendente, fu un grande laboratorio nel quale si formò la scuola degli scultori ateniesi attivi nella seconda metà del V secolo a.C. e tra i quali occorre almeno ricordare Agoracrito, Alcamene e Kolotes.
L'importanza di Fidia nella storia dell'arte greca, mai messa in discussione, ha tuttavia oscurato la realtà di ciò che realmente si conosce di questo: molte delle date cruciali relative alla sua attività restano controverse, le numerose fonti letterarie ne restituiscono un'immagine quasi leggendaria e le conoscenze che si hanno sulla sua opera si basano prevalentemente sulle copie rinvenute di alcune sculture, sulla descrizione di scrittori antichi e sui rinvii iconografici alle sue opere desumibili da ceramiche, rilievi, monete e gemme. Nessuna delle fonti letterarie giunte sino a noi, a partire da Gaio Plinio Secondo che segue le proprie fonti di epoca ellenistica, restituisce qualcosa in più rispetto ad una generica retorica relativa alla dignitosa grandezza del suo stile.

## Biografia e opere

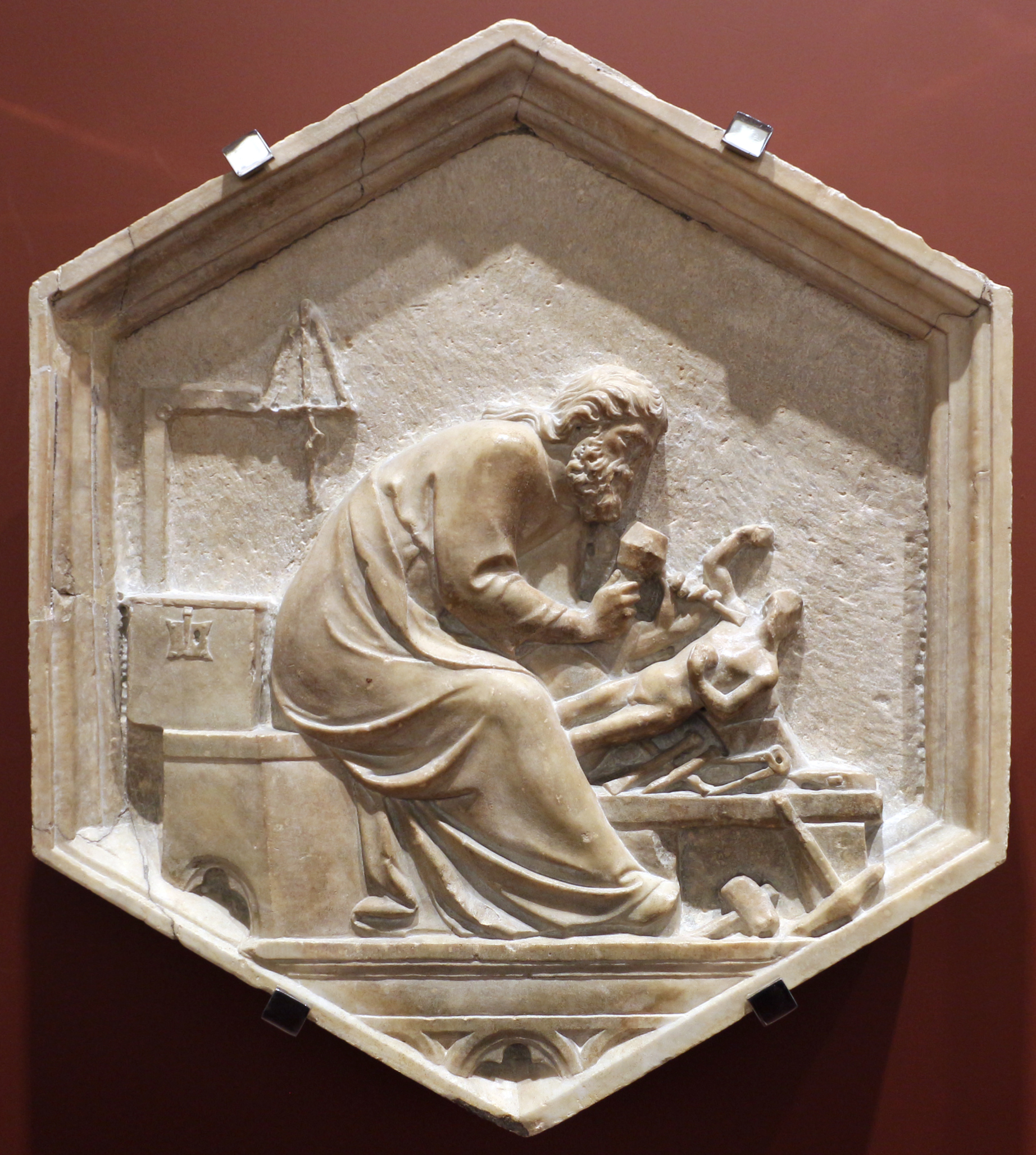
Fidia come allegoria della scultura su una formella realizzata da Andrea Pisano per il Campanile di Giotto a Firenze (1348-1350)

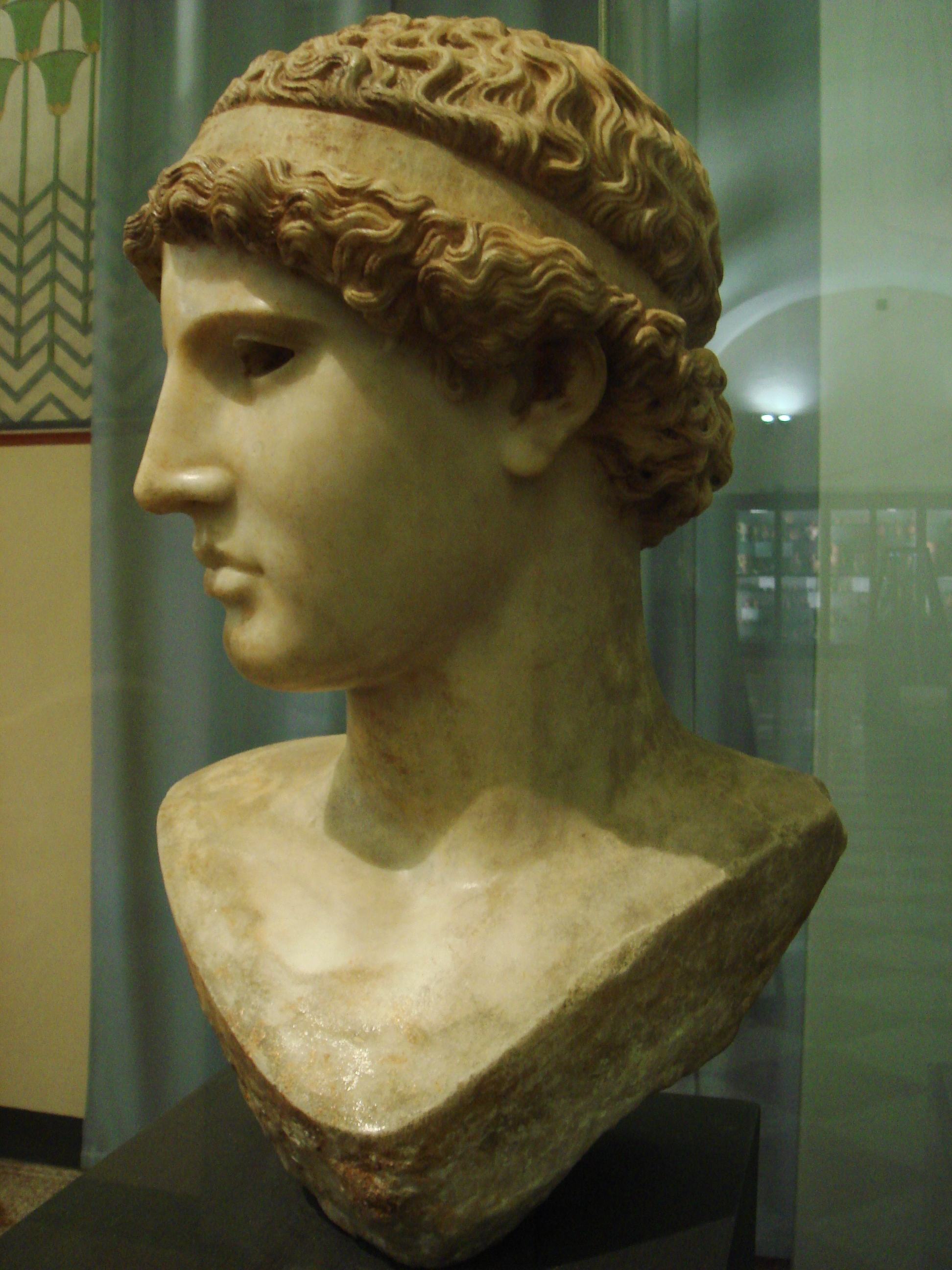
Testa di Atena. Bologna, Museo civico archeologico (G1060).

Fidia, figlio di Carmide, nacque ad Atene dove fu secondo alcune fonti allievo di Egia di Atene; la tradizione secondo la quale sarebbe stato allievo di Agelada è meno accreditata. Plinio pone il suo periodo di massima fioritura nella LXXXIII Olimpiade (448-445 a.C.) e lo dice formatosi inizialmente come pittore. Tra le opere giovanili vengono solitamente menzionate l'acrolito di Atena Arèia per il tempio di Platea e, ancora precedente, l'Atena crisoelefantina per Pellene in Acaia del Peloponneso.

### Scultore dell'acropoli di Atene

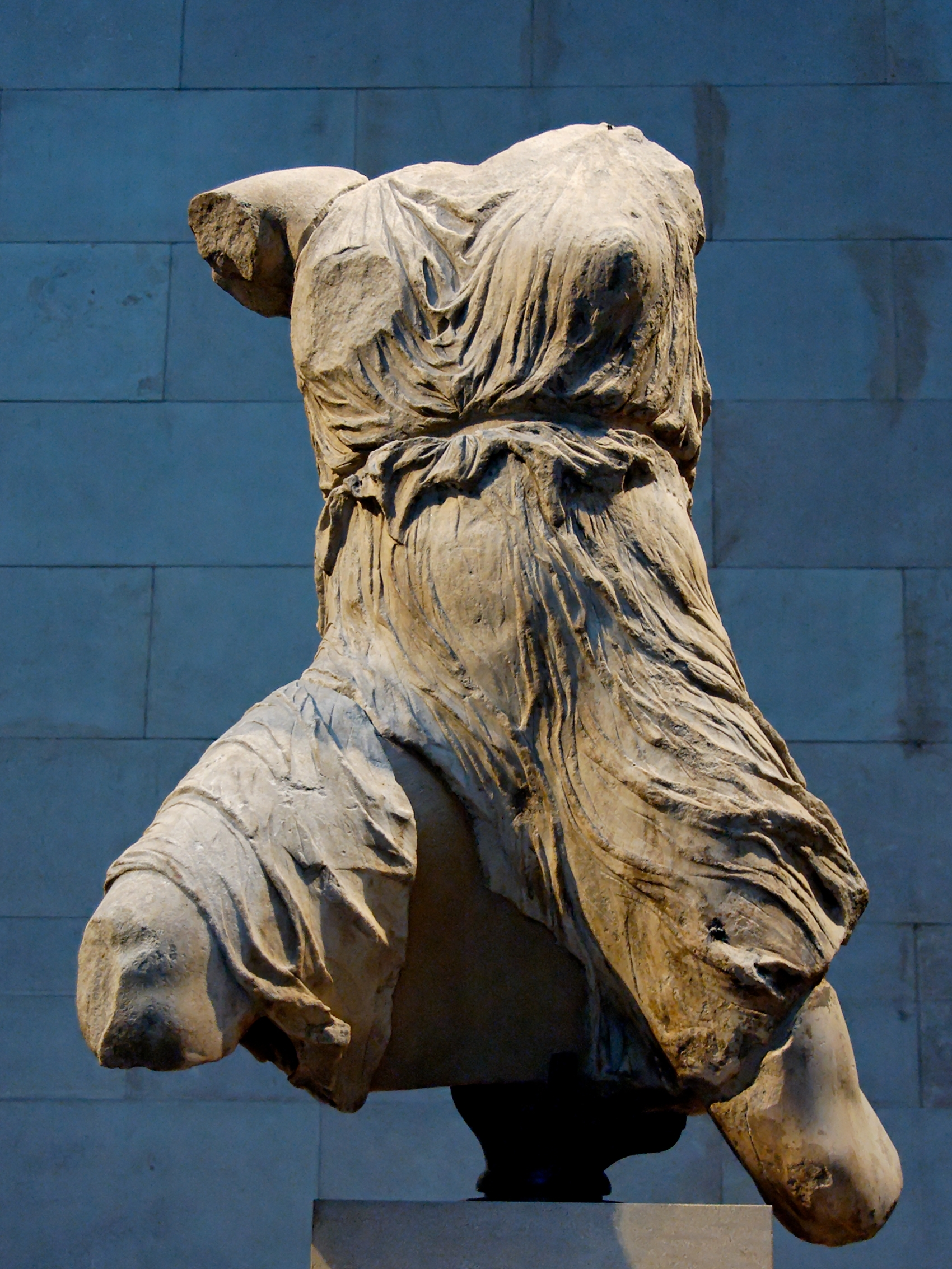
Iride, dal frontone ovest del Partenone.

Opera di un già famoso bronzista dovette essere la colossale statua bronzea di Athena Promachos eretta sull'Acropoli di Atene, alla quale Fidia lavorò tra il 460 a.C. e il 450 a.C. Seguirono i lavori per il donario degli Ateniesi a Delfi, di cui riferisce Pausania, variamente datato in base alle vicende politiche di Cimone e generalmente connesso al rientro di quest'ultimo ad Atene dopo il periodo trascorso in esilio; rappresentava il generale Milziade, vincitore della battaglia di Maratona e padre di Cimone, insieme ad Atena, Apollo e agli eroi eponimi. Al 450 a.C. circa viene datata l'Athena Lemnia, commissionata dai colonizzatori ateniesi dell'isola di Lemno. L'opera fu identificata dal Furtwängler nei due torsi di Dresda e nella testa di Bologna (Museo civico archeologico, copia marmorea di età augustea, G1060), in base alle descrizioni presenti in Pausania e Luciano di Samosata e seguendo riproduzioni in opere d'arte minore. Allo stesso periodo si data anche l'Apollo bronzeo detto Parnopios, che Pausania ricorda dedicato sull'acropoli e che viene identificato con un tipo di cui si conoscono numerose copie detto Apollo Kassel, dal luogo di conservazione dalla copia principale.
In seguito Fidia lavorò come sovrintendente ai lavori per il nuovo tempio dedicato ad Atena, il Partenone; collaborò con gli architetti Ictino e Callicrate e seguì i lavori per la decorazione scultorea del tempio fino al 438 a.C. circa, quando si data la sua partenza per Olimpia e la consacrazione della colossale statua di culto crisoelefantina detta Athena Parthènos, realizzata da Fidia per la cella del tempio. Realizzò i modelli per le sculture dei due frontoni, per le 92 metope del fregio esterno e per il fregio interno (processione delle Panatenee), che decorava il muro della cella. Tali grandi lavori eseguiti con molti discepoli e allievi sono oggi quasi interamente conservati al British Museum (Collezione Elgin); molte figure rappresentate sono realizzate con la peculiare tecnica del panneggio bagnato ideato dallo stesso Fidia. Benché sia da escludere probabilmente una diretta partecipazione di Fidia all'opera scultorea, l'impronta di un unico ideatore dell'intero programma decorativo con i suoi complessi contenuti simbolici e cosmologici appare indiscussa.
Secondo la testimonianza di Plinio (XXXIV, 53), in un periodo che può essere compreso all'incirca tra l'Athena Parthènos e lo Zeus di Olimpia, Fidia partecipò a una competizione indetta per la realizzazione di una serie di amazzoni, da dedicare nel santuario di Efeso, insieme a Policleto, Kresilas e Phradmon (Fradamone o Fradamonte); l'attribuzione a Fidia del tipo dell'Amazzone Mattei non è da considerarsi conclusiva ed esistono ancora dubbi sull'esistenza storica del concorso di cui narra Plinio.

### A Olimpia

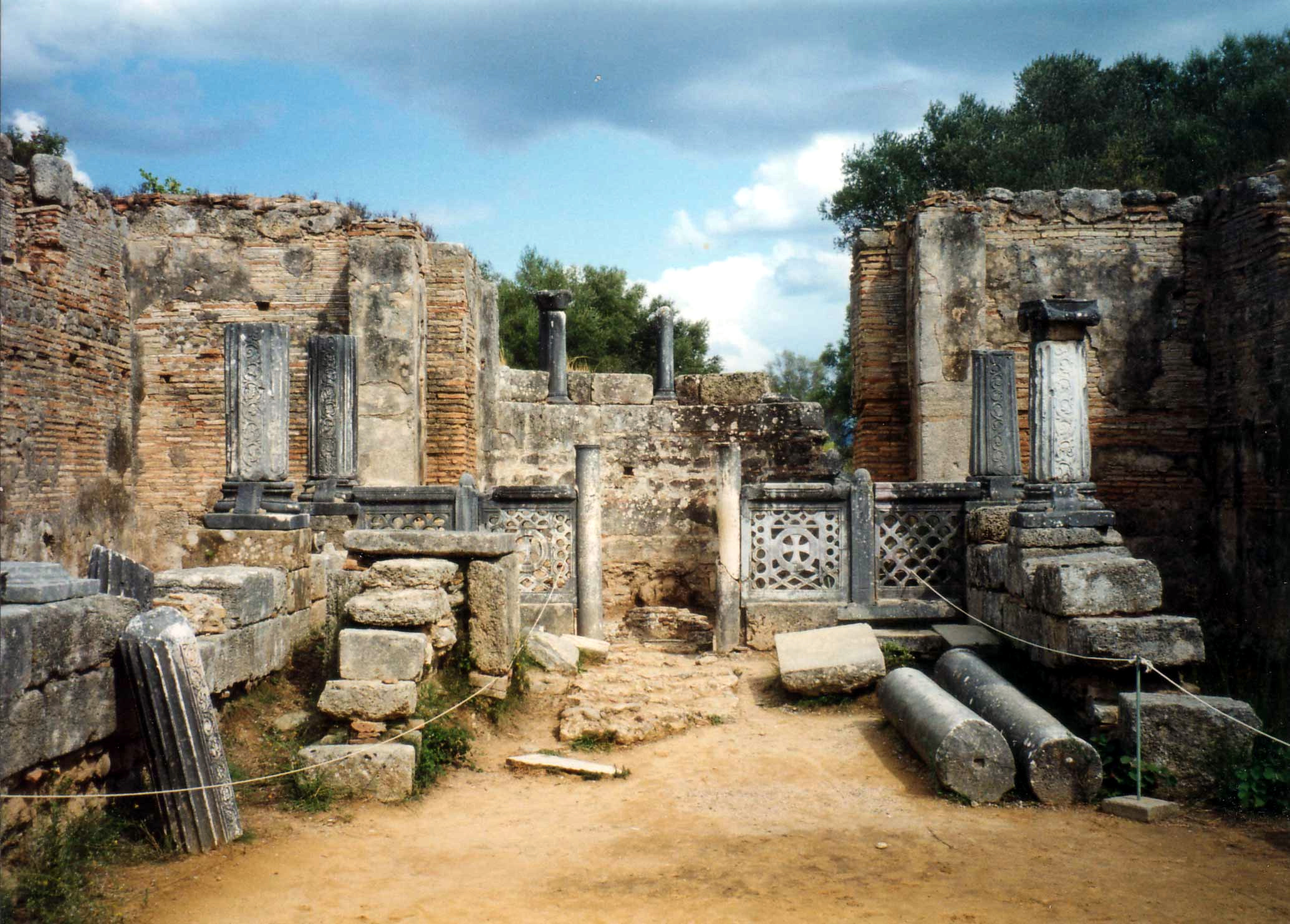
La bottega di Fidia a Olimpia

Intorno al 438 a.C. si data l'incarico da parte del santuario di Olimpia per la realizzazione di una nuova e colossale statua crisoelefantina di Zeus Olimpio, da situare all'interno del tempio di Zeus; realizzata tra il 435 e il 425 a.C. venne annoverata tra le sette meraviglie del mondo; la statua è andata perduta, ma resta una delle opere greche maggiormente menzionate nella letteratura antica; Pausania, nella sua Periegesi della Grecia, ne offre una dettagliata descrizione.

### Rientro ad Atene
Diverse, e tra le principali Aristofane (La pace), suoi scoliasti, Plinio e Plutarco (Vita di Pericle), sono le fonti letterarie che lo dicono vittima delle lotte politiche ateniesi e del clima antipericleo teso a screditare l'intera cerchia degli amici dello statista. Nel 432 a.C. fu accusato di essersi impadronito di una parte dell'oro destinato alla statua di Atena, ma riuscì a scagionarsi facendo pesare il metallo prezioso impiegato per le vesti della dea e dimostrando di aver usato esattamente la quantità ricevuta. Successivamente, fu accusato di empietà per aver raffigurato sé stesso sullo scudo della dea. Gettato in carcere, morì un anno dopo per malattia o per veleno.

## Stile
I temi stilistici ricorrenti nelle fonti letterarie antiche sono la preminenza di Fidia nella rappresentazione della natura divina, secondo le modalità della grandezza e della compostezza, la sua versatilità, ossia la capacità di lavorare con differenti materiali applicati a differenti tecniche e infine quello della precisione e della capacità esecutiva.
I suoi bassorilievi sono notevoli per rigore compositivo e senso ritmico, staccandosi dalla staticità dei grandi fregi orientali: nella processione delle Panatenaiche vengono inseriti dei contrappunti, come personaggi girati all'indietro, e la composizione si articola per linee curve, convergenti e divergenti. I personaggi sono ben distinti e scalati, dando l'impressione dell'affollamento di molti individui e non di un ammasso indifferenziato.